# أيل الغابات المسكي
أيل الغابات المسكي (الاسم العلمي: Moschus berezovskii) نوع من الثدييات يتبع جنس الأيل المسكي من فصيلة الأيائل المسكية.